# Rrëshen
Rrëshen (alb. Rrëshen, Rrësheni) – miasto w północnej Albanii, stolica okręgu Mirdita w obwodzie Lezha. Liczba mieszkańców wynosi około 10 tys. (2006).